# Enterococcus faecium
Enterococcus faecium (Orla-Jensen 1919) é uma espécie de bactérias Gram-positivas, alfa-hemolíticas ou não-hemolíticas pertencentes ao género Enterococcus. Em geral a espécie é um comensal inócuo no intestino humano, mas nalgumas circunstâncias pode ser patogénica, estando ligada, entre outras afecções, a casos de meningite neonatal. As estirpes resistentes à vancomicina são frequentemente referidas por VRE (do inglês vancomycin-resistant Enterococcus). Algumas estirpes de E. faecium são usadas como  probióticos em animais e como inóculo na produção de silagem.

## Tratamento
Linezolide ou daptomicina arsão em geral os antibióticos de escolha no tratamento de infecções por VRE.  As estreptograminas, como as quinupristina e dalfopristina, podem também ser utilizadas no tratamento e infecções E. faecium resistente à vancomicina, mas são ineficazes no caso de infecções por E. faecalis.